# (100241) 1994 PK35
(100241) 1994 PK35 es un asteroide perteneciente al cinturón de asteroides, descubierto el 10 de agosto de 1994 por Eric Walter Elst desde el Observatorio de La Silla, Chile.

## Designación y nombre
Designado provisionalmente como 1994 PK35.

## Características orbitales
1994 PK35 está situado a una distancia media del Sol de 2,450 ua, pudiendo alejarse hasta 2,894 ua y acercarse hasta 2,005 ua. Su excentricidad es 0,181 y la inclinación orbital 1,957 grados. Emplea 1400 días en completar una órbita alrededor del Sol.

## Características físicas
La magnitud absoluta de 1994 PK35 es 16,1.